# Pseudolestidae
Pseudolestidae zijn een familie van juffers (Zygoptera), een van de drie suborden van de libellen (Odonata). De familie telt één beschreven geslacht en één soort.

## Taxonomie
De familie kent het volgende geslacht:
- Pseudolestes Kirby, 1900